# Lajos Werkner
Lajos Werkner, född 23 oktober 1883 i Budapest, död 12 november 1943 i Budapest, var en ungersk fäktare.
Werkner blev olympisk guldmedaljör i sabel vid sommarspelen 1908 i London.